# Caddy Adzuba
Caddy Adzuba (Bukavu, Congo-Kinshasa, 5 april 1981) is een Congolese advocaat,  journalist en een vrouwelijke mensenrechtenverdediger. Ze concentreert zich vooral op het bestrijden van seksueel geweld tegen vrouwen in de Democratische Republiek Congo.

## Levensloop
Toen de Congolese Burgeroorlog uitbrak raakte Caddy Adzuba gescheiden van haar familie en was ze getuige van menselijk leed. Volgens het IFEX-netwerk besloot ze hierdoor op zestienjarige leeftijd mensenrechtenverdediger te worden.
Ze studeerde rechten aan de universiteit van Bukavu, waar ze afstudeerde in 2005. Daar was ze een oprichter van het 'Un Altavoz para el Silencio'-netwerk. Ze is ook lid van het netwerk 'East Congo Media Women's Association'.
Als gevolg van haar werk krijgt ze regelmatig anonieme doodsbedreigingen.

## Prijzen
- Julio Anguita Parrado Internationale journalismeprijs (2009)[4]
- International Award of the "Woman of the Year" (35.000 euro van de regionale raad van de Aosta Vallei (2012)[5]
- Princess Asturias prijs voor vrede (2014)[6][7]